# Strada incavata

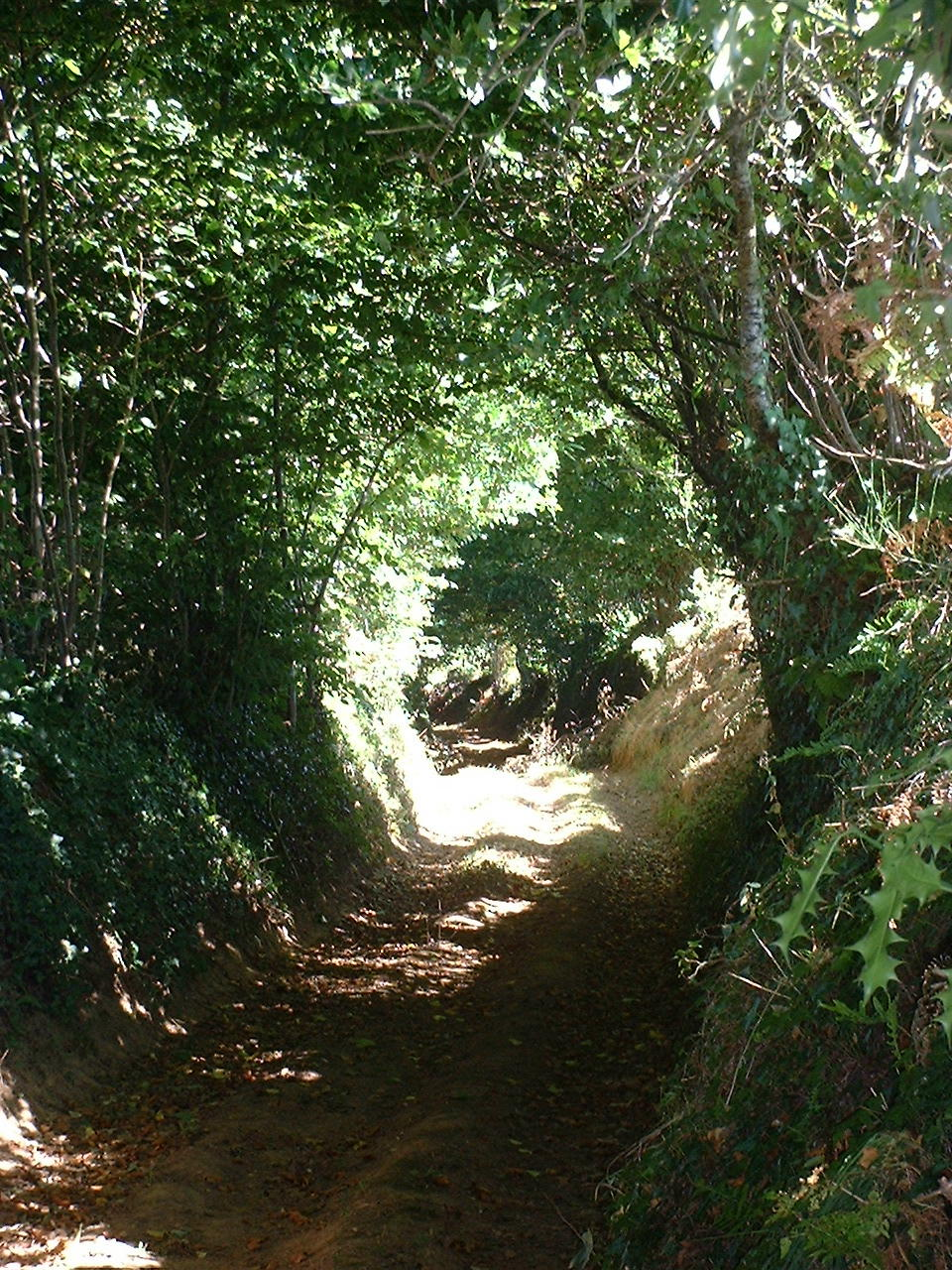
Un sentiero incavato a Saint Bomer Les Forges, Orne, Francia

Un sentiero o via o strada incavata è una strada la cui pavimentazione ha ceduto nel tempo fino a pervenire a un livello significativamente più basso rispetto al terreno che si distende lungo i suoi lati. Queste strade vengono a crearsi in modo incrementale a causa dell'erosione, non solo quella dovuta all'acqua, ma anche in seguito al traffico. Alcune sono molto antiche con evidenti origini romane o dell'età del ferro; altre, come le Deep Hill Ruts a Guernsey, Wyoming, si svilupparono nello spazio di uno o due decenni.
Laddove gli antichi tracciati stradali sono caduti in disuso, la copertura della vegetazione sovrastante e i segni superficiali delle vie incavate attraverso la foresta possono essere l'unica testimonianza della loro esistenza precedente. Nelle strade in disuso che corrono lungo i crinali della Germania centrale, le strade incavate spesso marcavano i pendii.
I banchi di terreno sui lati della strada talvolta raggiungevano la sommità delle siepi e degli alberi, dando l'impressione di una galleria che circondava il viaggiatore. Poiché il piano stradale è limitato dai cumuli laterali, le strade incavate in genere consentono il passaggio di un solo veicolo; cioè, esse sono, per dirla con il termine inglese, single track roads, ovvero strade a doppio senso di marcia ma che non consentono abbastanza spazio, a causa della limitata larghezza, per l'incrocio di due autoveicoli, tranne in alcuni tratti più ampi disposti lungo la strada, necessari a volte anche per invertire il senso di marcia. Nella Germania Centrale sono state osservate delle "doppie carreggiate" con due canali da un lato all'altro dove il tracciato stradale era usato così pesantemente che ci si è trovati nella necessita di dedicare una strada a senso unico per ogni direzione.
Fino a oggi, alcuni scrittori hanno supposto che i cumuli di terreno bassi siano stati deliberatamente creati con palette allo scopo di rinchiudere il bestiame, ma non esiste nessuna prova di ciò, e in ogni caso, l'accumulo di terreno ai lati delle strada appare soltanto in modo intermittente in alcuni tipi di suolo. Quando inghiaiate, è improbabile che le vie incavate vengano erose sempre più a fondo.

## Germania
Una delle più grandi reti stradali di questo tipo in Germania si trova nelle municipalità di Alsheim e Mettenheim nella Renania-Palatinato, con oltre 30 km di sentiero; alcune di queste strade possono essere profonde anche 5 metri.

## Regno Unito
Le sunken lanes sono feature caratteristiche del paesaggio dell'Inghilterra meridionale, specialmente nelle aree dove appaiono le "arenarie verdi" (greensand) del Nord e South Downs, e il Weald. 
Mentre molte sunken lanes sono attualmente inghiaiate, alcune sono ancora green lanes non asfaltate, tipicamente adesso designate come bridleways.  Alcune sunken lanes meno frequentate sono aperte al traffico veicolare, sebbene il potenziale considerevole di erosione in aumento faccia sì che tale uso venga sempre più limitato. 

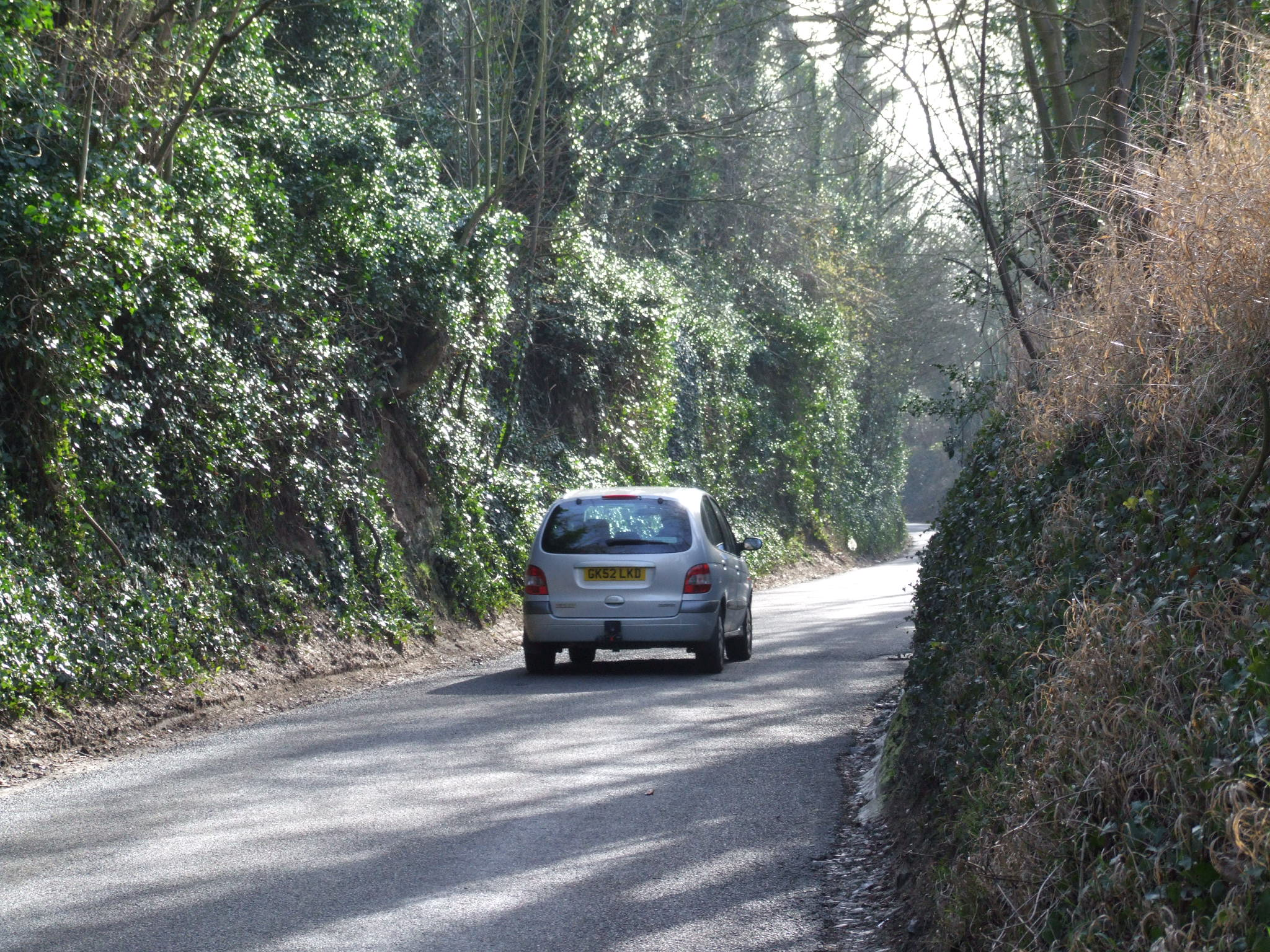
La cosiddetta Hollow Lane, Canterbury, UK, unisce la città alla strada romana, Stone Street
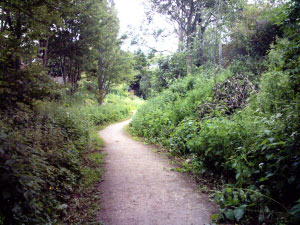
La vecchia strada romana che va da Deva Victrix a Wilderspool, Newton Hollows, Cheshire, UK.